# Moon&Stars
Das Moon&Stars ist eine mehrtägige Konzertreihe auf der Piazza Grande in Locarno (Tessin, Schweiz).

## Geschichte
Am 7. Juli 2003 organisierte die Good News Productions AG ein Konzert von R.E.M. auf der Piazza Grande in Locarno. Dieser Event war als Testlauf geplant und sollte Aufschluss darüber geben, ob die Durchführung von Musikveranstaltungen auf der Piazza Grande wirtschaftlich ist. Das R.E.M.-Konzert fand derart grossen Anklang, dass die Good News Productions AG im Jahre 2004 zusammen mit Ringier das erste Moon&Stars als Konzertreihe ins Leben rief. Seither treten an jeweils mehreren Abenden im Juli Acts vor rund 10'000 Zuschauern auf.
Ab 2014 hat Ringier die mehrtägige Veranstaltung komplett übernommen und seit 2017 war die Energy-Gruppe für das Management des Moon&Stars verantwortlich. Die Energy-Gruppe führte nach einem Relaunch die «Food & Music Street» als Rahmenprogramm ein. Zwischen Piazza Grande und Lago Maggiore verbindet sie kulinarische Spezialitäten aus aller Welt mit Live-Musik. 2020 übernahm der ehemalige CEO der Energy-Gruppe, Dani Büchi, das Moon&Stars von Ringier.

## Programm von 2004 bis 2025
| Jahr | Datum/Zeitraum        | Künstler | Besucher |
| ---- | --------------------- | --- | -------- |
| 2004 | 6. bis 11. Juli       | Alicia Keys, The Corrs, Lynne Candy & Marco Cerulli, Alanis Morissette, Dada Ante Portas, Peter Gabriel, Dido, Phoenix, Eros Ramazzotti | 45’000   |
| 2005 | 9. bis 16. Juli       | Seal, Chris Pierce, Jamiroquai, James Blunt, Coldplay, Richard Ascroft, Laura Pausini, Le Vibrazioni, Joe Cocker, Katie Melua, Lenny Kravitz, Nikka Costa | 53’000   |
| 2006 | 10. bis 16. Juli      | Depeche Mode, DJ Gogo, Eric Clapton, Robert Cray, Eros Ramazzotti, Bryan Adams, The Who, Ben Harper, Piers Faccini, Roger Waters | 56’000   |
| 2007 | 8. bis 14. Juli       | Peter Gabriel, Charlie Winston, Zucchero, Irene Fornaciari, Avril Lavigne, Beastie Boys, Beatsteaks, Pink, Muse, Weyermann | 50’000   |
| 2008 | 9. bis 20. Juli       | Vasco Rossi, Irene Fornaciari, Carlos Santana, The Storys, Jovanotti, Fettes Brot, Status Quo, Nazareth, James Blunt, Dada Ante Portas, Alicia Keys, Morcheeba, Lenny Kravitz, Eddy Grant, R.E.M., The Autumn Defense, Paul Simon, Juanes                                                 | 87’000   |
| 2009 | 8. bis 19. Juli       | Laura Pausini, Irene Fornaciari, Deep Purple, Foreigner, Gölä, Bligg, Duffy, Paolo Nutini, Amy Macdonald, The Kooks, Tracy Chapman, Orishas, Gloria Estefan, Katie Melua, Florence Rawlings, Placebo, Lovebugs, Expatriate                                                                | 75’000   |
| 2010 | 7. bis 17. Juli       | Stevie Wonder, Ben Harper & Relentless7, Milow, Massive Attack mit Martina Topley Bird, Rodrigo y Gabriela, ZZ Top, Jeff Beck, Pink, Silbermond, Butch Walker, Eros Ramazzotti, Jamiroquai, Corinne Bailey Rae, Toto, Earth, Wind & Fire, Mark Knopfler, Stress, Jan Delay & Disko No. 1  | 78’000   |
| 2011 | 8. bis 17. Juli       | Bligg, Gentleman, Sting, Carlos Santana, Zucchero, Kate Nash, Joe Cocker, Gianna Nannini, Roxette, Cesare Cremonini, Mando Diao, Caro Emerald, Bryan Adams, Alain Clark, Jack Johnson, The Wailers                                                                                        | 85’000   |
| 2012 | 5. bis 15. Juli       | Ligabue, Pino Daniele, Status Quo, Billy Idol, Gotthard, Lovebugs, Lenny Kravitz, Trombone Shorty and Orleans Avenue, Elton John & Band, Herbert Grönemeyer, Lila Bungalow, Laura Pausini, Marlon Roudette, Unheilig, Sunrise Avenue, Staubkind                                           | 76’000   |
| 2013 | 4. bis 14. Juli       | ZZ Top, Krokus, Amy Macdonald, Glen Hansard, Die Toten Hosen, Carlos Santana, Green Day, Depeche Mode, Matthew Dear, Zucchero, Grey & Mofro, Mark Knopfler, Bryan Adams, Cody ChesnuTT, Neil Young & Crazy Horse                                                                          | 93’000   |
| 2014 | 10. bis 19. Juli      | Laura Pausini, Bastian Baker, Udo Lindenberg, Bligg, Sido, Dolly Parton, Jack Johnson, Kodaline, James Blunt, ZAZ, Negramaro, Backstreet Boys, Rebecca Ferguson, Sunrise Avenue, Family of the Year                                                                                       | 55’000   |
| 2015 | 8. bis 18. Juli       | John Legend, Sam Smith, Roxette, Sinplus, Carlos Santana, Gianna Nannini, Rae Morris, Ella Henderson, Lenny Kravitz, Beth Hart, Bob Dylan, Ben Harper & The Innocent Criminals, Juanes, Marina and the Diamonds, Milow, Lo & Leduc, Pegasus, Stress, Litfiba, Anastacia                   | 56’000   |
| 2016 | 8. bis 17. Juli       | Ellie Goulding, Marco Mengoni, Modà, Pooh, Pharrell Williams, Breitbild, Earth, Wind and Fire, Tom Jones, Lana Del Rey, Cro, Gentleman & Ky-Mani Marley, 77 Bombay Street, Pegasus, Patent Ochsner                                                                                        | 37’000   |
| 2017 | 14. bis 22. Juli      | Macklemore & Ryan Lewis, J-Ax & Fedez, Zucchero, LP, Söhne Mannheims, Andreas Bourani, Gölä, Trauffer, Jamiroquai, Seven, Sting, Tom Odell, Amy Macdonald, Züri West, Imagine Dragons, Clean Bandit, Gotthard, Krokus, Moes Anthill                                                       | [ 10 ]   |
| 2018 | 13. bis 22. Juli      | Anastacia, Nek, Max Pezzali, Francesco Renga, Bligg, Die Fantastischen Vier, The Script, James Blunt, Baschi, Hecht, Pegasus, Rita Ora, Emeli Sandé, Sarah Connor, James Arthur, Milky Chance, Jack Johnson, Adel Tawil, Sunrise Avenue, Gianna Nannini, Scorpions                        |          |
| 2019 | 11. bis 21. Juli      | Bastian Baker, Eros Ramazzotti, Sfera Ebbasta, Luca Hänni, Jason Derulo, Il Volo, Emeli Sandé, Max Giesinger, Nena, Andreas Bourani, Aloe Blacc, Christina Aguilera, Liam Gallagher, Marc Sway, Stefanie Heinzmann, Lo & Leduc, Joss Stone, Jamiroquai, Patent Ochsner mit Stephan Eicher |          |
| 2020 |                       | Wegen Corona fand kein Moon&Stars statt. |          |
| 2021 |                       | Wegen Corona fand kein Moon&Stars statt. |          |
| 2022 | 14. Juli bis 24. Juli | Hecht, Loco Escrito, Dabu Fantastic, Nek, Zucchero, James Blunt, Die Toten Hosen, Seven, Die Fantastischen Vier, Ligabue, Francesco De Gregori |          |
| 2023 | 13. Juli bis 23. Juli | Peter Maffay, Zoe Wees, Gölä, Megawatt, OneRepublic, Tom Gregory, Mishaal Tamer, Silbermond, Johannes Oerding, Max Giesinger, Ricky Martin, Tom Odell, Eros Ramazzotti, Joss Stone, Placebo, Peaks!                                                                                       |          |
| 2024 | 11. Juli bis 21. Juli | Ricchi e Poveri, The Kolors, Gabry Ponte, Status Quo, Krokus, Patent Ochsner, Kings Elliot, Wincent Weiss, Michael Patrick Kelly, Joris, Lenny Kravitz, Corinne Bailey Rae, Snow Patrol, Calum Scott, Peter Fox, Stress (MTV Unplugged), Hecht, Joya Marleen                              |          |
| 2025 | 10. Juli bis 20. Juli | Scooter, Scorpions, Kamrad, Alvaro Soler, Samu Haber, KT Tunstall, Zucchero, Rea Garvey, Amy Macdonald, Gianna Nannini, Kygo, Cro, Steve Lee The Show by Gotthard |          |